# James Williams (Politiker, 1822)
James Williams (* 21. Mai 1822 im Prince George’s County, Maryland; † November 1892 in Mechanicsburg, Ohio) war ein US-amerikanischer Arzt und Politiker (Republikanische Partei). Er saß in der Ohio General Assembly und war von 1872 bis 1880 Auditor of State von Ohio.

## Werdegang
James Williams wurde ungefähr sieben Jahre nach dem Ende des Britisch-Amerikanischen Krieges im Prince George’s County geboren und verbrachte dort seine Kindheit. Die Familie zog 1831 nach Ohio und ließ sich dort in Mechanicsburg (Champaign County) nieder. Williams ging dort zu Schule. Er studierte dann Medizin und erhielt 1843 seine Zulassung als Arzt. Sein Studium war von der Wirtschaftskrise von 1837 überschattet und die Folgejahre vom Mexikanisch-Amerikanischen Krieg. Infolge des Goldrausches zog er 1849 nach Kalifornien. Williams kehrte 1851 nach Champaign County zurück. Im selben Jahr wurde er in das Repräsentantenhaus von Ohio gewählt und war dort von 1852 bis 1853 in der 50. General Assembly tätig. 1856 zog er nach Columbus, wo er für den Auditor of State Francis Mastin Wright in der Behörde arbeitete. In den folgenden 16 Jahren war er dort als Clerk, Chief Clerk und Deputy tätig. Williams wurde 1871 zum Auditor of State gewählt und 1875 wiedergewählt. Er bekleidete den Posten acht Jahre lang.
Williams heiratete 1848 Sarah Staley aus Champaign County.